# Mométasone
La mométasone, également connue sous le nom de furoate de mométasone, est un médicament stéroïdien utilisé pour traiter certaines affections cutanées, le rhume des foins ou l'asthme,,. Il est principalement utilisé pour prévenir les crises d’asthme, plutôt que pour les traiter. Il peut être appliqué sur la peau, inhalé ou utilisé dans le nez. Le furoate de mométasone — et non la mométasone — est utilisé dans les produits médicaux.
Les effets secondaires, en cas d'asthme, sont les maux de tête, les maux de gorge et le muguet. Il est recommandé de se rincer la bouche après utilisation. L'utilisation à long terme peut augmenter le risque de glaucome et de cataracte. Les effets secondaires courants en cas d'utilisation dans le nez comprennent les infections des voies respiratoires supérieures et les saignements de nez. Les effets secondaires courants, en cas d'application sur la peau, sont l'acné, l'atrophie de la peau, et les démangeaisons. Il agit en diminuant l'inflammation.
Le furoate de mométasone a été breveté en 1981, et son utilisation médicale a débuté en 1987. Il figure sur la liste des médicaments essentiels de l'Organisation mondiale de la santé comme alternative au budésonide. Il est disponible sous forme de médicament générique. Au Royaume-Uni, un mois d'approvisionnement en inhalateur coûte au NHS environ 30 livres sterling, tandis que le spray nasal coûte moins de 2 livres sterling en 2019. En 2017, il était le 197e médicament le plus prescrit aux États-Unis avec plus de deux millions d'ordonnances,.